# Doriopsilla albopunctata
Doriopsilla albopunctata is een slakkensoort uit de familie van de Dendrodorididae. De wetenschappelijke naam van de soort is voor het eerst geldig gepubliceerd in 1863 door J. G. Cooper.